# Mistrzostwa Świata w Short Tracku 1984
9. Mistrzostwa Świata w Short Tracku odbyły się w Wielkiej Brytanii, w Peterborough, w dniach 6 – 8 kwietnia 1984 roku. Rozegrano 10 konkurencji: 500 m, 1000 m, 1500 m, 3000 m kobiet i mężczyzn oraz sztafetę 3000 m kobiet i 5000 m mężczyzn. Medale przyznano w wieloboju i sztafetach. W klasyfikacji medalowej najlepsi byli Kanadyjczycy. 

## Klasyfikacja medalowa
| Lp. | Kraj              | Złoto | Srebro | Brąz | Razem |
| 1.  | Kanada            | 3     | 1      | 2    | 6     |
| 2.  | Japonia           | 1     | 2      | 0    | 3     |
| 3.  | Wielka Brytania   | 0     | 1      | 0    | 1     |
| 4.  | Stany Zjednoczone | 0     | 0      | 2    | 2     |
| 5.  | Holandia          | 0     | 0      | 1    | 1     |

## Medaliści
| Konkurencja | Złoto                                                                          | Srebro                                                                                        | Brąz                                                                                       |
| Mężczyźni   |                                                                                |                                                                                               |                                                                                            |
| Wielobój    | Guy Daignault                                                                  | Tatsuyoshi Ishihara                                                                           | Michel Daignault                                                                           |
| Sztafeta    | Kanada Robert Dubreuil · Michel Daignault · Guy Daignault · Michel Delisle     | Wielka Brytania Gary Rudd · Wilfred O’Reilly · Stewart Horsepool · Stuart Pass · Robert Blair | Holandia Menno Boelsma · Jaco Mos · Charles Veldhoven · Ger Boelsma · Jeroen Otter ·       |
| Kobiety     |                                                                                |                                                                                               |                                                                                            |
| Wielobój    | Mariko Kinoshita                                                               | Sylvie Daigle                                                                                 | Bonnie Blair Nathalie Lambert                                                              |
| Sztafeta    | Kanada Sylvie Daigle · Nathalie Lambert · Maryse Perreault · Marie-José Martin | Japonia Hiromi Takeuchi · Eiko Shishii · Tsugumi Watanabe · Mariko Kinoshita                  | Stany Zjednoczone Bonnie Blair · Lydia Stephans · Becky Mane · Wendy Goelz · Michelle Fang |

## Wyniki
| Konkurencja | 1.                  | 2.                  | 3.               |
| Mężczyźni   |                     |                     |                  |
| 500 metrów  | Guy Daignault       | Michel Daignault    | David Besteman   |
| 1000 metrów | Tatsuyoshi Ishihara | Guy Daignault       | Michel Daignault |
| 1500 metrów | Yuichi Akasaka      | Wilfred O’Reilly    | Danny Kah        |
| 3000 metrów | Guy Daignault       | Tatsuyoshi Ishihara | Michel Daignault |
| Kobiety     |                     |                     |                  |
| 500 metrów  | Mariko Kinoshita    | Sylvie Daigle       | Hiromi Takeuchi  |
| 1000 metrów | Bonnie Blair        | Marie-José Martin   | Nathalie Lambert |
| 1500 metrów | Eiko Shishii        | Mariko Kinoshita    | Lydia Stephans   |
| 3000 metrów | Sylvie Daigle       | Nathalie Lambert    | Lydia Stephans   |